# Правило Вудворда — Хофмана
Правило Вудворда — Хофмана (Гофмана) — принцип, предложенный американскими химиками Роалдом Хоффманом и Робертом Вудвордом для описания стереохимии синхронных реакций.
Основная идея состояла в следующем: орбитальная симметрия сохраняется в синхронных реакциях. То есть реакция протекает легко, если существует соответствие между характеристиками орбитальной симметрии молекулярных орбиталей. Если такого соответствия нет, то реакция протекает трудно. Правило применимо к реакциям электроциклизации, циклоприсоединения (включая хелетропные превращения) и сигматропным перегруппировкам.
За эту теорию Хоффман получил Нобелевскую премию по химии в 1981 году (совместно с Кэнити Фукуи). Вудворд умер двумя годами ранее и поэтому не был включен в список номинированных (это могла быть его вторая Нобелевская премия).

## Принцип сохранения орбитальной симметрии
В общем случае отсутствие или наличие соответствия орбитальной симметрии не может быть единственной и окончательной причиной возможности или невозможности протекания реакции. Симметрия прерывна, она может возникать и исчезать, присутствовать или отсутствовать. Связь между химическими явлениями и симметрией строго никак не выражается. Например, слабая флуктуация(скажем, замещение молекулярных фрагментов-атома Н на метил СН3) нарушает общую симметрию молекулярной системы, но кардинально не изменяет механизма реакции.
Существенным условием запрещённости реакции является наличие в переходном состоянии хотя бы одного уровня, не являющегося связывающим и располагающегося по энергии существенно выше остальных уровней. В переходном состоянии уровни с более высокой энергией могут возникать в результате пересечения(которое действительно происходит)орбитальных энергий. Уровни высоких энергий отсутствуют, если каждая связывающая орбиталь конечных молекул происходит из связывающей орбитали исходных молекул. Если какая-нибудь связывающая орбиталь конечной молекулы не происходит от некоторой связывающей орбитали исходной молекулы, то она образуется при участии разрыхляющей орбитали исходной молекулы. При этом корреляция между связывающей и разрыхляющей орбиталями зависит от наличия или отсутствия общей симметрии. Если первоначальная корреляция нарушается, уровень имеет высокую энергию и в переходном состоянии.
Таким образом, представляется, что наиболее реалистичная точка зрения состоит в том, что реакция идет с сохранением орбитальной симметрии.
Принцип сохранения орбитальной симметрии облегчает понимание и интерпретацию механизмов реакций. Правила орбитальной симметрии предписывают преимущественное протекание реакций, в которых заполненные орбитали реагирующих молекул и орбитали конечных молекул полностью коррелируют между собой. Эти правила вскрывают причины существования энергетического барьера реакций, объясняют согласованные(новые связи образуются с разрушением старых) и несогласованные(новые связи возникают после разрыва старых, и система проходит через бирадиальное состояние) механизмы реакций. В соответствии с этими правилами согласовательный механизм возможен лишь при корреляции исходного и конечного состояний системы.

## Электроциклические реакции
С помощью правил Вудворда — Хоффмана можно объяснить стереоспецифичность электроциклических реакций, протекающих под действием тепла (термически) или излучения (фотохимически). В первоначальной формулировке, опубликованной в 1965 году, правила звучали так:
- В нециклических системах, содержащих 4n электронов, симметрия высшей занятой молекулярной орбитали (рус. ВЗМО, англ. HOMO) такова, что связывающее взаимодействие между концами цепи должно включать перекрывание между полуорбиталями, находящимися по противоположные стороны от плоскости симметрии. Это возможно только в т. н. конротаторном процессе:

- В нециклических системах, содержащих 4n + 2 электронов, связывающее взаимодействие орбиталей между концами цепи требует перекрывания полуорбиталей, находящихся по одну сторону от плоскости симметрии. Это реализуется в т. н. дисротаторном процессе:

- В фотохимических реакциях электрон, находящийся на ВЗМО реагирующего соединения, переходит в возбужденное состояние. Это ведет к противоположной симметрии граничных орбиталей и, соответственно, к противоположной стереоспецифичности реакций

Реакции, протекающие согласно этим требованиям, называются разрешенными по симметрии. Противоположные реакции запрещены по симметрии и требуют гораздо больше энергии для протекания или не идут вообще.